# Селби (район)
Селби (англ. Selby) — неметрополитенский район (англ. non-metropolitan district) в церемониальном неметрополитенском графстве Норт-Йоркшир.
Административный центр — город Селби.
Район расположен в южной части графства Норт-Йоркшир, граничит на западе с Уэст-Йоркширом, на юге — Саут-Йоркширом, на востоке — с Ист-Райдинг-оф-Йоркширом.

## Состав
В состав района входят 2 города:
- Селби
- Тадкастер

и общины (англ. civil parish):
| - Акастер-Селби - Аплтон-Робак - Балн - Баркстон-Аш - Барлби-уит-Осгодби - Барлоу - Бил - Биггин - Билбро - Биркин - Болтон-Перси - Брейтон - Братертон - Берн - Бертон Салмон - Бирам кум Саттон - Камблсфорт - Карлтон | - Каттертон - Кавуд - Чапел-Хадлси - Черч-Фентон - Клифф - Колтон - Кридлинг Стабс - Дракс - Эггборо - Эскрик - Фэрберн - Гейтфорт - Гримстон - Хамблтон - Хелаф - Хек - Хемингбро - Хенсолл | - Хиллам - Херст-Кортни - Хадлстон-уит-Ньюторп - Келфилд - Келлингтон - Керби-Уорф-уит-Норт-Милфорд - Керк-Смитон - Лид - Литл-Фентон - Литл-Смитон - Лонг-Дракс - Монк-Фрайстон - Ньюленд - Ньютон-Кайм-кум-Тоулстон - Норт-Даффилд - Окстон - Риккалл - Райтер кум Оссендайк | - Сакстон-уит-Скартингуэлл - Шерберн-ин-Элмет - Скипуит - Саут-Милфорд - Стейплтон - Ститон - Стиллингфлит - Статтон вит Хазлвуд - Темпл-Херст - Торганби - Торп-Уиллоуби - Таутон - Уллескелф - Уолден-Стабс - Уэст-Хадлси - Уитли - Уистоу - Уомерсли |